# (16171) 2000 AD97
A (16171) 2000 AD97 a Naprendszer kisbolygóövében található aszteroida. A LINEAR projekt keretében fedezték fel 2000. január 4-én.